# Маркграфство Бранденбург-Кюстрин
Маркграфство Бранденбург-Кюстрин (на немски: Markgrafschaft Brandenburg-Küstrin) е историчесго имперско княжество в Свещената Римска империя, създадено като Секундогенитур на Хоенцолерните, съществуващо от 1535 до 1571 г. Център е град Кюстрин (днес Костшин над Одра) и през 1536 г. има територия от 12 500 км².
Курфюрст Йоахим I Нестор (1484-1535) от маркграфство Бранденбург определя да се дадат части от Ноймарк на неговия втори син Йохан (1513-1571). Йоахим I Нестор е наследен като курфюрст от най-големия му син Йоахим II Хектор (1505-1571).
Понеже маркграф Йохан умира през 1571 г. без мъжки наследник, всички бранденбургски земи се обединяват отново от внука на Йоахим I Нестор и синът на Йоахим II Хектор, курфюрст Йохан Георг (1525-1598).
Единственият княз на Маркграфство Бранденбург-Кюстрин от 1535 до 1571 е:
- Йохан Мъдри (1513-1571), (наричан също „Ханс фон Кюстрин“), който има две дъщери.